# Косивцева, Надежда Алексеевна
Надежда Алексеевна Косивцева (1913 год, станция Астраханка — 1986 год, с. Нижнечуйское, Сокулукский район) — звеньевая совхоза «Нижне-Чуйский» Министерства сельского хозяйства СССР, Кагановичский район Фрунзенской области, Киргизская ССР. Герой Социалистического Труда (1950).

## Биография
Родилась в 1913 году в рабочей семье на станции Астраханка (ныне — упразднена, входит в состав села Жалтыр Астраханского района Акмолинской области).
С 1945 года возглавляла звено по выращиванию кенафа в совхозе «Нижне-Чуйский» Кагановичского района.
В 1949 году звено Надежды Косивцевой вырастило в среднем по 94 центнера кенафа с каждого гектара. Указом Президиума Верховного Совета СССР от 10 июля 1950 года удостоена звания Героя Социалистического Труда с вручением ордена Ленина и золотой медали «Серп и Молот»
После выхода на пенсию проживала в селе Нижнечуйское, где скончалась в 1986 году.